# Kirill Iljitsch Samarajew

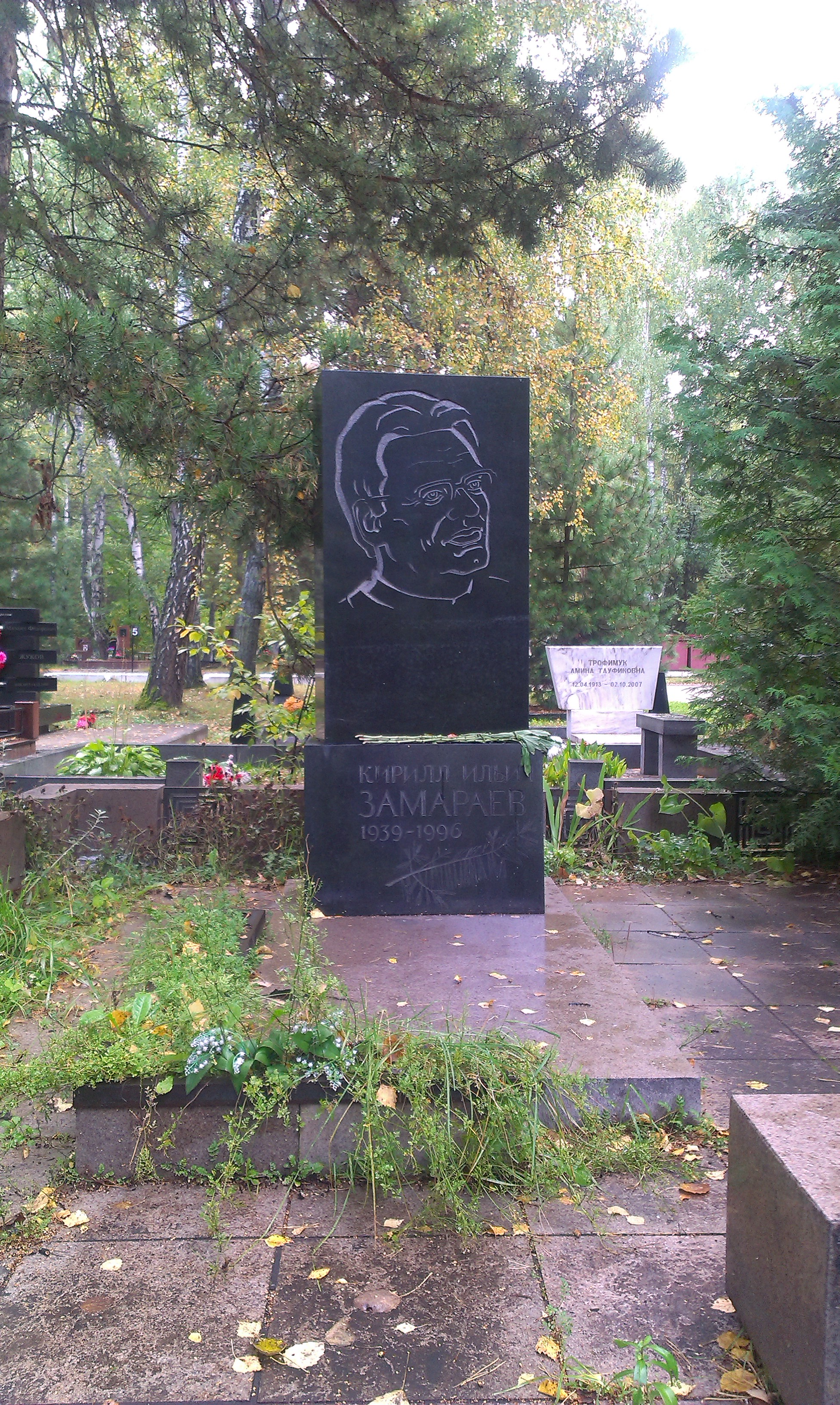
Samarajews Grabstein auf dem Nowosibirsker Südfriedhof

Kirill Iljitsch Samarajew (russisch Кирилл Ильич Замараев; * 20. Mai 1939 in Moskau; † 26. Juni 1996 in Nowosibirsk) war ein russischer Physikochemiker und Hochschullehrer.

## Leben
Samarajew schloss das Studium am Moskauer Institut für Physik und Technologie (MFTI) 1963 ab. Nach der Aspirantur verteidigte er 1966 seine Kandidat-Dissertation. Darauf arbeitete er im Moskauer Institut für chemische Physik der Akademie der Wissenschaften der UdSSR (AN-SSSR, ab 1991 Russische Akademie der Wissenschaften (RAN)) zunächst als Laborant und dann als wissenschaftlicher Mitarbeiter und Laboratoriumsleiter. Gleichzeitig lehrte er als Dozent am MFTI. 1972 wurde er nach Verteidigung seiner Dissertation über Elektronenspinresonanz-Untersuchungen der Struktur und Reaktivität von Übergangsmetallkomplexen zum Doktor der chemischen Wissenschaften promoviert. 1974–1975 war er Gastwissenschaftler an der Cornell University, der Stanford University und der University of Chicago. 1976 wurde er zum Korrespondierenden Mitglied der AN-SSSR gewählt.
1977 kam Samarajew auf Einladung des Direktors des Katalyse-Instituts der Sibirischen Abteilung (SO) der AN-SSSR Georgi Konstantinowitsch Boreskow nach Novosibirsk und wurde Vizedirektor des Katalyse-Instituts. Gleichzeitig wurde er Professor und Leiter des Lehrstuhl für Physikalische Chemie der Universität Nowosibirsk. Nach dem Tode Boreskows wurde er 1984 Direktor des Katalyse-Instituts. Unter seiner Leitung wurde 1985 das Gemeinschaftsunternehmens MNTK Katalysator gegründet. 1987 wurde er Wirkliches Mitglied der AN-SSSR, in dessen Präsidium er 1988 eintrat. Er war Vorsitzenden des Wissenschaftlichen Rats des Staatlichen Komitees für Wissenschaft und Technik des Ministerrats der UdSSR für Probleme der Katalyse und ihrer industriellen Anwendungen. 1990 wurde er ordentliches Mitglied der Academia Europaea. Von 1994 bis 1995 war er Präsident der International Union of Pure and Applied Chemistry. Er war Auswärtiges Mitglied der Indischen Akademie der Wissenschaften. 1995 gab Samarajew sein Direktorenamt auf. Sein Nachfolger wurde Walentin Nikolajewitsch Parmon.
Samarajew lieferte wichtige Beiträge zur Theorie und Praxis der Katalyse. Er erforschte die Mechanismen katalytischer Reaktionen und die Struktur der aktiven Zentren mit Kernspinresonanz-, Elektronenspinresonanz- und Ionenzyklotronresonanz-Spektroskopie. Photochemische Untersuchungen führten zur Entwicklung katalytischer Reaktoren zur Nutzung der Sonnenenergie. Er schuf die theoretischen Grundlagen des Spinaustauschs in Lösungen und setzte sich für die Anwendungen in Chemie und Biologie ein. Er entdeckte und untersuchte detailliert den Tunnel-Elektronentransfer und dessen Kinetik bei vergleichsweise großen Abständen von 15–30 Å.
Samarajews Namen tragen Stipendien für Katalyse-Studenten der Universität Nowosibirsk, ein internationaler Unterstützungsfonds und ein zweijährlicher Preis der SO der RAN für junge Chemiker.

## Ehrungen, Preise
- Ehrenzeichen der Sowjetunion (1982)
- Orden des Roten Banners der Arbeit (1986)
- Centenary Prize der Royal Society of Chemistry (1994)
- Alexander-Petrowitsch-Karpinskij-Preis der Alfred Toepfer Stiftung F. V. S. (1995)
- Orden der Freundschaft (1996)[2]